# Антуан Бланшар
Антуа́н Бланша́р (фр. Antoine Blanchard; настоящее имя Марсе́ль Массо́н (фр. Marcel Masson); 1910—1988) — французский художник.

## Биография
Родился во Франции 15 ноября 1910 года в небольшой деревне недалеко от берега Луары. Был старшим из троих детей; его отец, резчик по дереву, владел небольшим мебельным магазином. Окончил школу изящных искусств в Ренне, где учился скульптуре и рисованию. По завершении учёбы был награждён высшей наградой школы Le Prix du Ministre. В 1932 году Бланшар покинул Ренн и поступил в Парижскую школу изящных искусств, которую успешно окончил. По окончании учёбы он был удостоен высшей награды школы — Римской премии.
У художника ярко выражена любовь к Парижу и его улицам. Существенное влияние на его творчество оказал художник-импрессионист Эжен Гальен-Лалу. Многие из предметов и сцен, изображаемых Бланшаром, взяты из образов Парижа 1890-х годов. Нежные штрихи света и мерцающие тона производят ощущение гармонии, яркости и света. Для живописи Бланшара характерны мелкие мазки с нежным, округлым и мягким подходом; небольшая туманность, свойственная его работам, во многом напоминает мастеров периода импрессионизма.
Бланшар часто работал над картинами в течение нескольких дней или месяцев, пока наконец не чувствовал, что они завершены. А. П. Лард пишет в своей книге «Antoine Blanchard, His Life His Work», что художник всегда проводил много времени за работой.